# Sigrid Bensow
Sigrid Bensow, född Nauclér den 27 maj 1882 i Rogsta, Gävleborgs län, död den 15 december 1954 i Norrköpings Hedvigs församling, var en svensk målare och tecknare. 
Hon var dotter till skogsinspektoren Reinhold Nauclér och Johanna Chatarina Walldin och från 1910 gift med majoren Frank Sigurd Bensow. Hon studerade vid Högre konstindustriella skolan i Stockholm 1901–1906 och senare vid Sköld målarskola samt under studieresor till bland annat Finland, Nederländerna, Frankrike och Ungern. Hon var anställd som tecknare vid en grafisk anstalt 1906–1910. Under åren 1910–1929 målade hon endast sporadiskt. Hon debuterade 1941 i en utställning på Norrköpings konstmuseum och medverkade därefter i utställningar med Sveriges allmänna konstförening och Östgöta konstförening. Hennes konst består av blomsterstilleben, porträtt, landskap och gatupartier. Bensow är representerad vid Göteborgs konstmuseum, Moderna museet och Norrköpings konstmuseum.